# Zadié (department)
Zadié là một department của tỉnh Ogooué-Ivindo ở phía đông bắc Gabon. Thủ phủ nằm ở Mékambo. Tính đến năm 2003, bộ phận này có dân số 15.203 người. Bộ có dân số Bakoya pygmies, định cư ở đây từ khoảng năm 1933 dọc theo các con đường chính từ Mékambo đến Mazedo và Mékambo đến Ekata trên biên giới Congo. Khu vực này đã nhận được báo chí quốc tế về sự bùng phát của bệnh sốt xuất huyết Ebola vào năm 1994 và 1997.

## Phân khu hành chính
Các bộ phận chứa các bộ phận hành chính sau đây. Dân số theo điều tra dân số năm 2003 được đưa ra:
- Xã de Mékambo (4.971)
- Canton Bengoué (1.050)
- Canton Djouah (3.379)
- Canton Loué (3.769)
- Sassamongo (2.035)

1°01′B 13°56′Đ / 1,017°B 13,933°Đ